# Белый кречет
Белый кречет — разрабатываемый в Российской Федерации пассажирский высокоскоростной электропоезд, который предполагается использовать на строящихся ныне линиях высокоскоростной магистрали (ВСМ) «Москва — Санкт-Петербург».

## История создания
15 февраля 2024 года было обнародовано решение о планировании части элементов поезда на заводе Общества с ограниченной ответственностью (ООО) «Уральские локомотивы».
15 апреля 2024 года государственное Открытое акционерное общество «Российские железные дороги» (ОАО «РЖД») заказало проектирование и производство двух составов в ООО «Уральские локомотивы», дочернем предприятии нидерландской компании «Урал Локомотивз Холдинг Бв». Стоимость контракта составила 12 млрд рублей. Срок поставки — до апреля 2028 года.
30 августа 2024 года Государственная транспортная лизинговая компания заказала в ООО «Уральские локомотивы» 41 состав для передачи концессионеру ООО «ВСМ Две Столицы». Был подписан договор, в соответствии с условиями которого «Уральские локомотивы» до 2030 года произведут для ГТЛК 41 состав по 8 вагонов, а ГТЛК, в свою очередь, на условиях лизинга передаст данный подвижной состав концессии «ВСМ две столицы» для перевозки пассажиров между Москвой и Петербургом. 
Реализация проекта ВСМ, частью проекта которого является проект «Белый кречет», предполагается за счёт средств государственного Фонда национального благосостояния (только в 2025 году предполагается выделение 300 млрд рублей) а также планируется использование 450 млрд рублей из пенсионных накоплений в НПФ. Согласно утверждениям Максима Ликсутова, данным в интервью СМИ, для «Белого Кречета» основные проектные решения разработаны московскими предприятиями, также на московских заводах будет производиться часть комплектующих для него. Сроком службы поезда определён порог в 30 лет, в течение всего этого периода производитель будет нести ответственность по контракту жизненного цикла.

## О поезде
Предполагается, что «Белый кречет» будет иметь конструкционную скорость в 400 км/ч и коммерческую скорость до 360 км/ч, что позволит сократить время в пути от Москвы до Санкт-Петербурга до 2 часов 15 минут. Планируется, что 8 вагонов поезда будут вмещать до 460 человек, включая маломобильных пассажиров, в одном из вагонов будет создана детская игровая зона. По предоставленной СМИ информации, поезда «Белый кречет» будут включать в себя от 8 до 16 вагонов с четырьмя классами обслуживания и вагоном-бистро с баром. Комплектация состава будет следующей: один вагон первого класса с 21 местом (15 сидячих мест, переговорная — четыре места, купе-сьют — два места), один вагон бизнес-класса — 68 мест, два вагона класса «стандарт» — 135 мест, а также четыре вагона класса «комфорт» — 230 мест.
Согласно производственным планам, в поезде будет четыре класса: бизнес, первый, комфорт и стандарт. Представленный в конце августа на выставке в Манеже вагон имеет бело-серую цветовую гамму с изображением контура птицы на боковой стороне. Интерьер выполнен в бежевых тонах, а в салоне установлены кресла в различных конфигурациях, которые будут разворачиваться на 180 градусов относительно направления движения поезда. На данный момент обсуждается возможность встройки интерактивного блока в подлокотники некоторых комплектаций, согласно классам вагонов; также возможна установка информационного табло на протяжении всего вагона, располагающегося под багажными полками над сиденьями.

## Фотографии

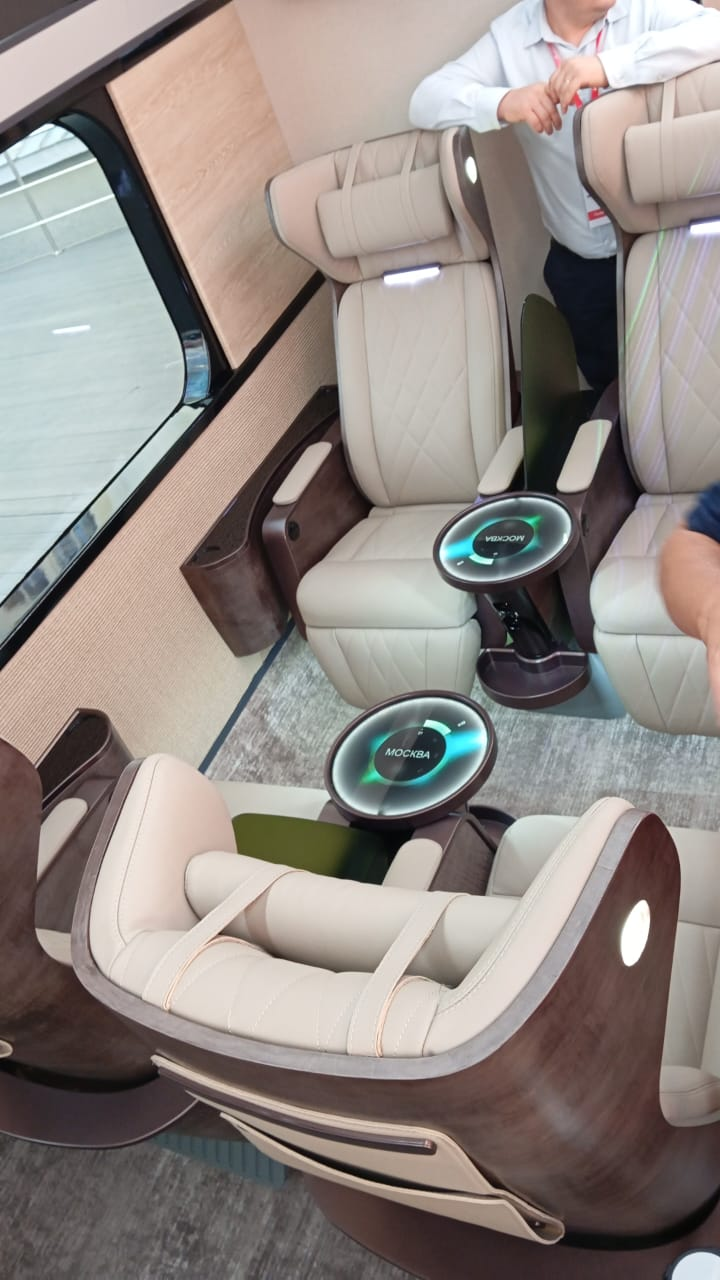
Предполагаемый дизайн купе бизнес- и первого классов
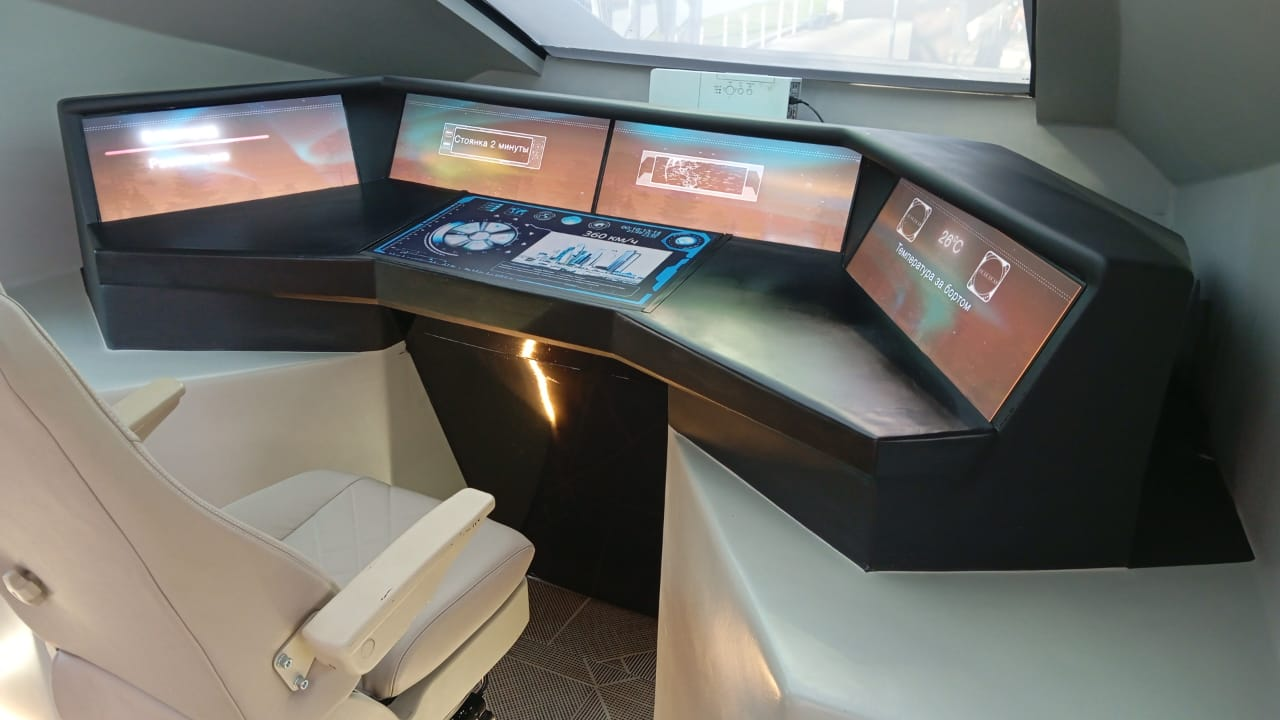
Макет пульта управления поездом
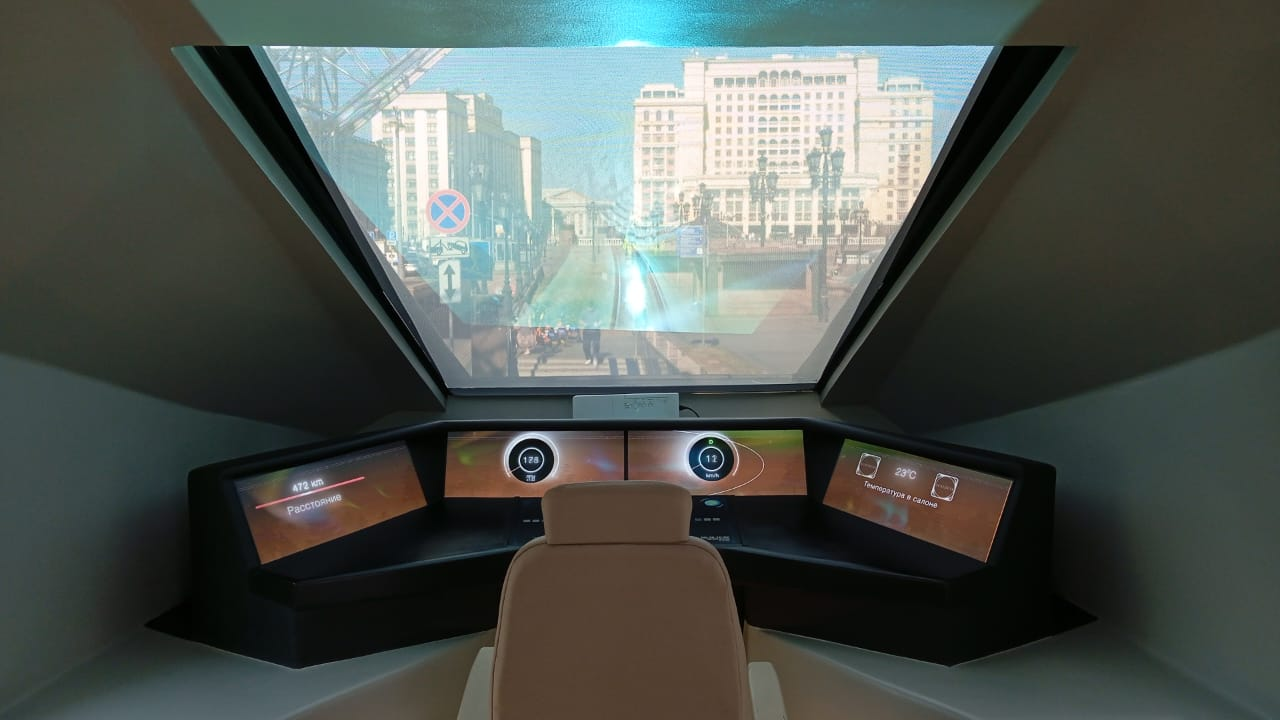
Фронтальный вид из-за спины машиниста
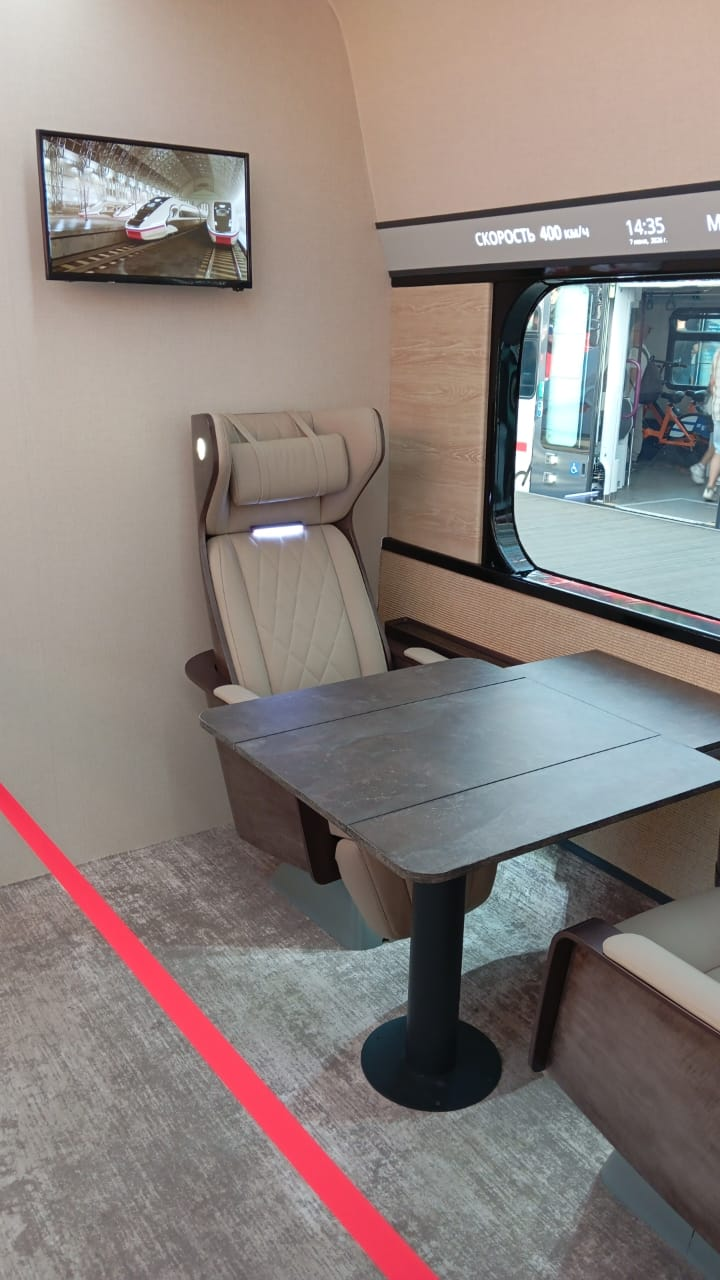
Макет сьют-купе на два места
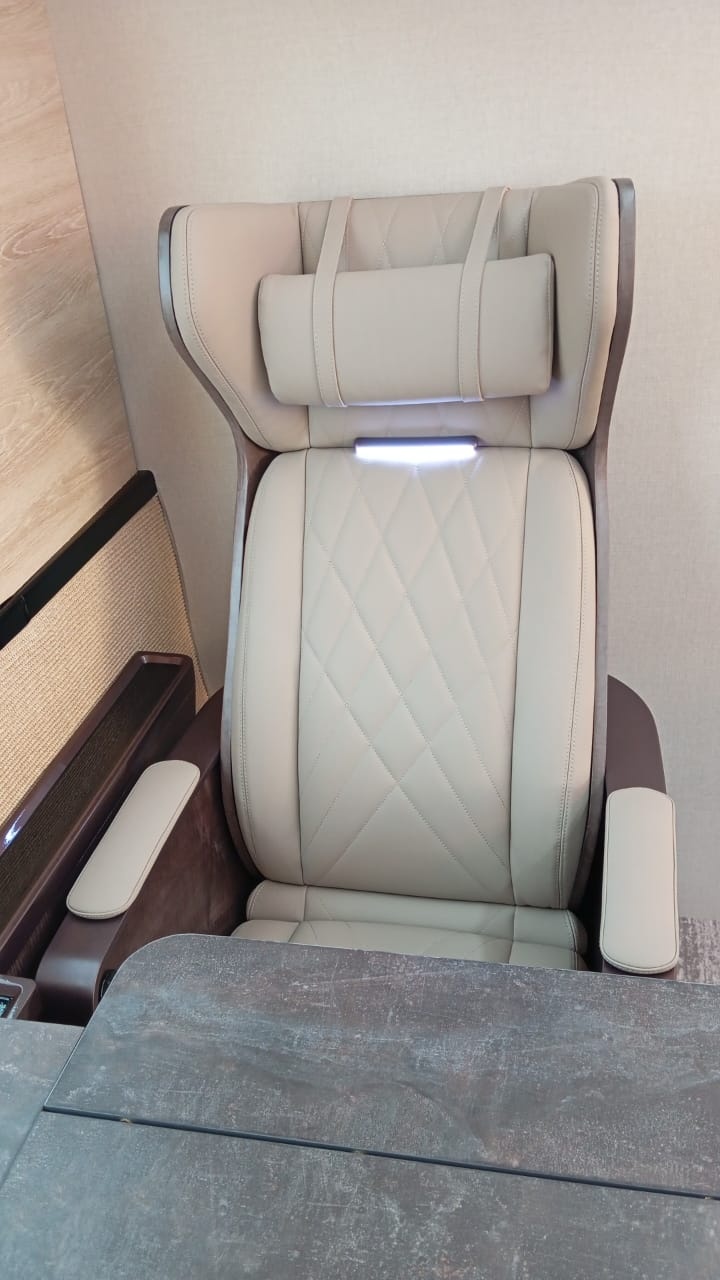
Кресло первого и бизнес- классов
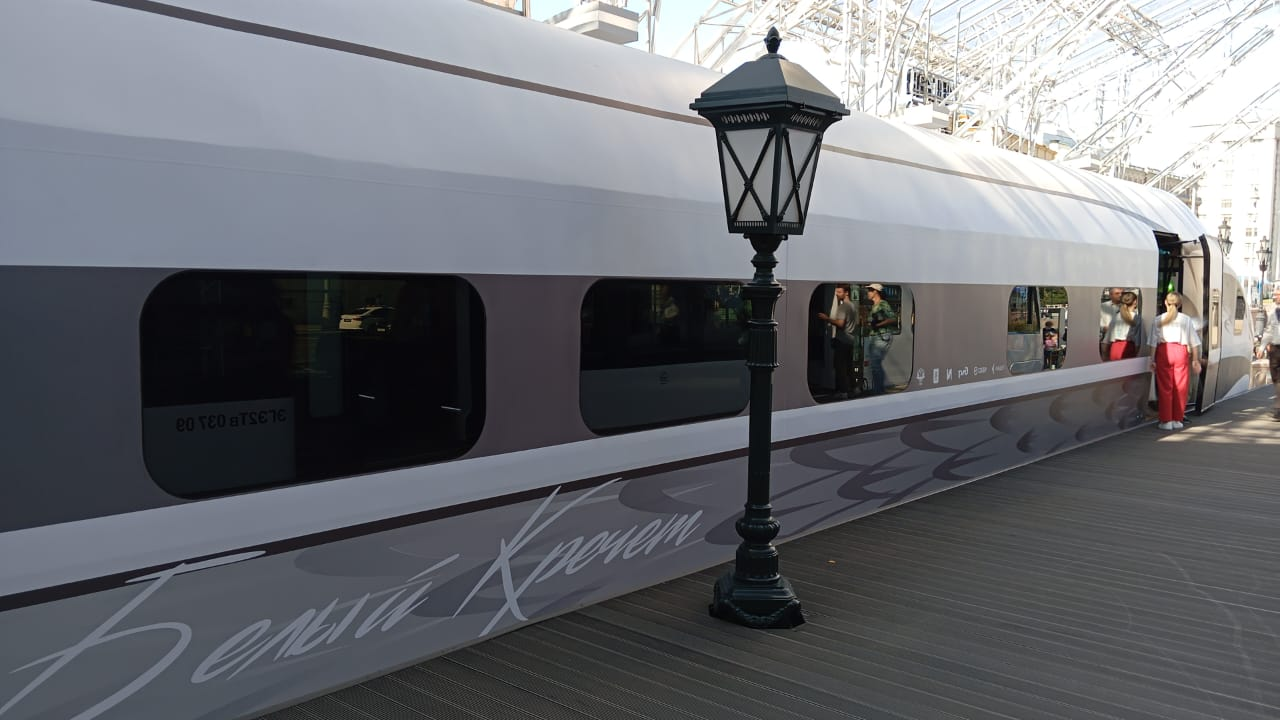
Экстерьер вагона поезда
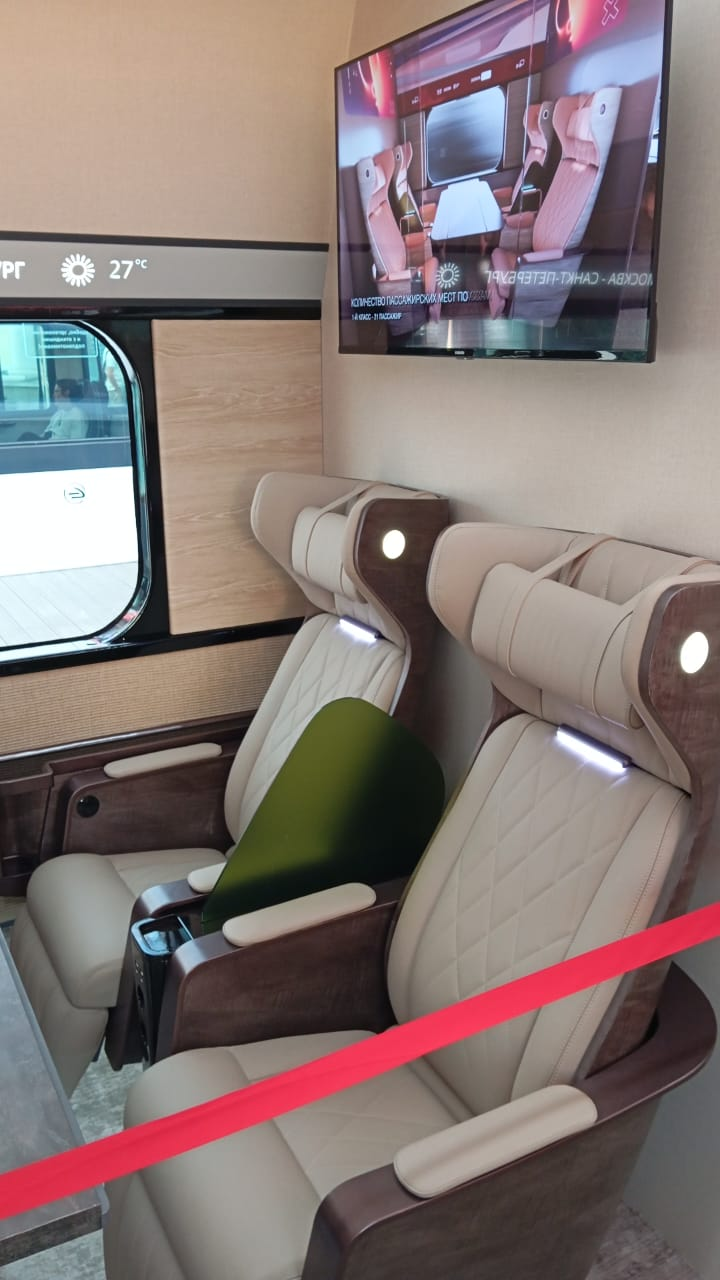
Часть четырёхместного купе